# Епика (група)
Вижте пояснителната страница за други значения на Епика.
„Епика“ (на нидерландски: Epica) е метъл група в Нидерландия.
Характерно за музиката им са симфоничните елементи и хоралните партии на латински. Определят стила си като готик / симфоничен метъл.

## История
Групата е създадена през 2002 от бившия китарист на After Forever – Марк Янсен. Първоначалното име на групата е било Sahara Dust. В началото на 2003 към групата се присъединява Хелена Михаелсен от Trail of Tears, но бързо е сменена от изучаващата оперно пеене Симоне Симонс, приятелка на Янсен. Тогава сменят и името на групата – от Sahara Dust на Epica, по името на един от албумите на Kamelot.
Към състава на групата се включва и смесен хор от шест жени и шестима мъже, а така също и струнен оркестър, съставен от трима цигулари, двама виолисти, двама челисти и контрабасист. Тогава излиза и първият им албум – „The Phantom Agony“.
През 2005 излиза и вторият им албум – „Consign to Oblivion“. Повлиян е от културата на Маите. В песента „Trois Vierges“ пее Рой Кан от Kamelot. През септември същата година излиза и изцяло симфоничният албум на групата – „The Score – An Epic Journey“, който е саундтрак към филма „Joyride“. Повлиян е от музиката на Ханс Цимер.

## Състав
- Симоне Симонс – мецо-сопран
- Марк Янсен – китари
- Исаак Делайе – китари
- Роб ван дер Лоо – бас
- Коен Янсен – клавирни
- Ариен ван Веесенбеек – барабани

## Дискография

### Албуми
- The Phantom Agony – 2003
- Consign to Oblivion – 2005
- The Score – An Epic Journey – 2005
- The Divine Conspiracy – 2007
- The Classical Conspiracy – 2009
- Design Your Universe – 2009
- Requiem for the Indifferent – 2012
- The Quantum Enigma – 2014
- The Holographic Principle – 2016
- Epica vs. Attack on Titan Songs - 2018
- Design Your Universe - 2019
- Omega - 2021

### Други
- The Phantom Agony (сингъл) – 2003
- Feint (сингъл) – 2004
- Cry For the Moon (сингъл) – 2004
- We Will Take You With Us (DVD) – 2004
- Solitary Ground (сингъл) – 2005
- Quietus (Silent Reverie) (сингъл) – 2005